# Thomas Berry Brazelton
Thomas Berry Brazelton (født 10. maj 1918 - død 13. marts 2018) var en amerikansk børnelæge og forfatter.